# Луций Стаций Квадрат
Лу́ций Ста́ций Квадра́т (лат. Lucius Statius Quadratus; умер после 155 года) — древнеримский политический деятель из знатного плебейского рода Стациев, ординарный консул 142 года.

## Биография
Известно, что Луций происходил из Афин, торгового и культурного центра Ахайи, а представители знатного плебейского рода Стациев ко II веку уже обладали правами римского гражданства. 
В 142 году Квадрат занимал должность ординарного консула вместе с Луцием Куспием Пактумеем Руфином. Между 155 и 157 годами Стаций был проконсулом Азии, где возглавлял судебное разбирательство против святого мученика Поликарпа Смирнского.